# Eddie Fogler

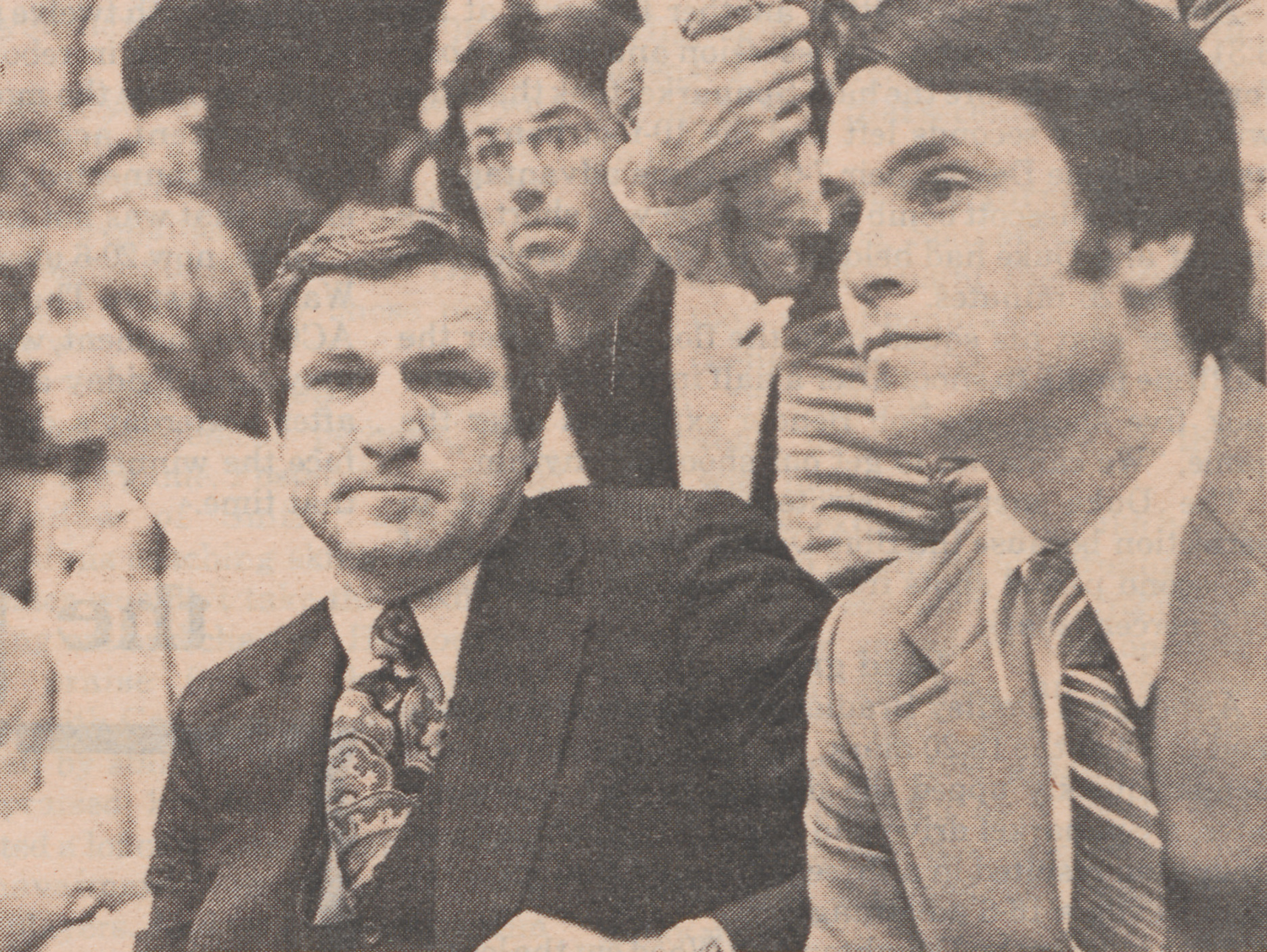
Eddie Fogler (a destra) con Dean Smith nel 1979

Eddie Fogler (Queens, 12 giugno 1948) è un ex cestista e allenatore di pallacanestro statunitense.

## Palmarès
- Campione NIT (1990)
- Associated Press College Basketball Coach of the Year (1993)
- Henry Iba Award (1993)
- NABC Coach of the Year (1993)